# Ohr Torah Stone
Ohr Torah Stone (OTS) (en hebreo: אור תורה סטון) es una organización perteneciente al judaísmo ortodoxo moderno, fundada por el Rabino Shlomo Riskin en 1983. 

## Introducción
Ohr Torah Stone es una red educativa y social dirigida por los Rabinos Shlomo Riskin y David Stav. OTS consiste en 28 programas en 10 campus repartidos por el Estado de Israel. La organización también incluye una red de más de 300 emisarios que actualmente están sirviendo en posiciones de liderazgo educativo y espiritual en: América, Australia y Nueva Zelanda.
OTS ha iniciado numerosos programas en el ámbito del liderazgo femenino, el empoderamiento de la mujer, la divulgación, y la acción social. Sus programas han recibido reconocimiento a nivel nacional, por su naturaleza innovadora. Ohr Torah Stone ha declarado que su principio fundacional es asegurar el acceso al judaísmo a cada judío, especialmente a las poblaciones que anteriormente han sido marginadas.

## Empoderamiento de la mujer
Los programas femeninos de Ohr Torah Stone han abierto las puertas a las mujeres judías en el ámbito de la erudición y el liderazgo. OTS fundó una escuela para enseñar el Talmud a las mujeres que han completado los estudios enseñanza secundaria. El colegio femenino de OTS cuenta con una gran sala de estudio (Beit Midrash). El colegio ha formado a líderes femeninas procedentes de diversas comunidades del Mundo, incluyendo a la primera mujer que ha servido como directora de un tribunal rabínico (Beit Din).
El colegio femenino ha desarrollado un programa específico para las mujeres con necesidades especiales. El plan de estudios permite que las participantes adquieran habilidades de aprendizaje, mejoren su autoestima, desarrollen su independencia, mientras expanden su amor por la Torá, la Tierra de Israel, y el Pueblo judío. El programa ha demostrado ser un éxito. En 2017, fue establecido un programa similar para hombres jóvenes.
Hay un programa de Ohr Torah Stone que permite a las mujeres religiosas servir en el Ejército israelí. Anteriormente estas mujeres eran forzadas a elegir entre servir en el ejército de su país, o bien seguir un modo de vida observante. Actualmente son integradas en un grupo y siguen un intenso estudio antes, durante, y después del servicio militar.
OTS también inauguró una escuela para entrenar a mujeres y certificarlas como abogadas en los tribunales rabínicos (beit din). OTS apeló a la Corte Suprema de Israel, y logró que las mujeres tuvieran el derecho legal de ejercer la abogacía en los tribunales rabínicos, un ámbito laboral que anteriormente estaba disponible solamente para los hombres.
La escuela abrió un centro de ayuda legal y una línea abierta para algunas mujeres israelíes que son llamadas agunot, (la palabra agunah significa literalmente "encadenada"). Estas mujeres están atadas a un matrimonio abusivo, en muchos casos sus maridos rechazan concederles el divorcio religioso. Estas mujeres necesitan obtener ayuda gratuita, asesoramiento y representación legal, en los asuntos relacionados con el proceso de obtención de un divorcio judío (en hebreo: גט) (transliterado: guet).

## Formación rabínica
El seminario rabínico Ohr Torah Stone prepara a los rabinos para ser aptos tanto para el aprendizaje de las materias seculares, como para el estudio del Talmud babilónico. El plan de estudios está inmerso en las preocupaciones actuales, así como en la Ley judía (Halajá) y en los textos legales. Al mismo tiempo, el Instituto de Educadores de OTS entrena a los educadores para enseñar la asignatura de religión, en las escuelas judías ortodoxas del Estado de Israel, y en las escuelas de la diáspora judía. 
Existe una yeshivá adicional de OTS, dirigida a los hombres jóvenes que provienen de varios entornos, y que proceden de América del Norte, Europa, Sudáfrica y Australia. Centenares de maestros formados en OTS, y líderes espirituales, han servido en diferentes comunidades repartidas por el Mundo.
Muchos graduados de Ohr Torah Stone, ofrecen educación judía a ciudadanos israelíes de todas las edades y entornos. Esta iniciativa funciona juntamente con los centros comunitarios. Estos educadores promueven los valores y la identidad judía, y fomentan la conciencia sobre el patrimonio nacional de Eretz Israel.
Ohr Torah Stone, envía a educadores y a líderes para servir como emisarios en las diferentes comunidades judías del Mundo. Estos emisarios están activos en las sinagogas, en los campus universitarios, en las escuelas, y en las comunidades judías de todo el Mundo.

## Institutos
OTS ha establecido seis institutos de educación secundaria en Jerusalén y en Gush Etzion. Estos centros ofrecen matriculación oficial y han sido reconocidos por el Ministerio de Educación de Israel.